# آلة حفر الأنفاق

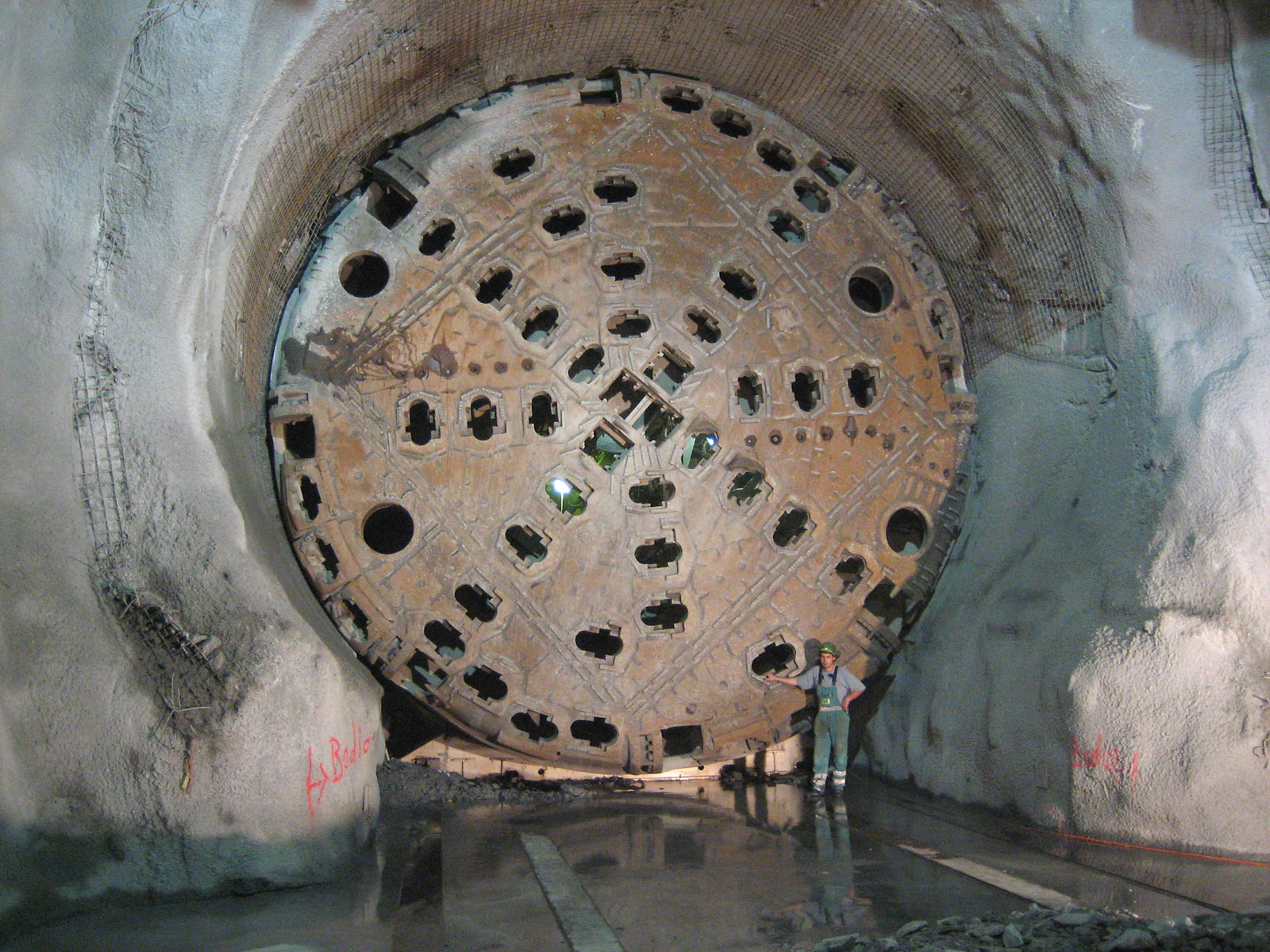
آلة حفر الأنفاق خلال عملها في نفق قاعدة غوتارد في سويسرا.

آلة حفر الأنفاق أو حفَّارة الأنفاق (بالإنجليزية: tunnel boring machine اختصارًا TBM)‏ هي آلة تستخدم لحفر الأنفاق مجهزة بشفرة دائرية لحفر مختلف أنواع التربة في الطبقة الأرضية من التربة الرملية إلى الصخور القاسية. ويمكنها حفر الأنفاق بأقطار متعددة تصل حتى 19.25 م حالياً. ولا يتم استخدامها في الأنفاق الأقل من 1 م حيث يتم استخدام وسائل أخرى مثل الحفر النفقي أو الحفر الاتجاهي [الإنجليزية].
تعتبر آلات حفر الأنفاق بديلاً لطرق الحفر والتفجير (D&B) والتعدين اليدوي.
تعمل آلات حفر الأنفاق على الحد من الاضطراب الذي قد يلحق بالأرض المحيطة بها وتقوم بإنتاج جدار نفق أملس. وهذا يقلل من تكلفة تبطين النفق، وتكون مناسبة للاستخدام في المناطق الحضرية. آلات حفر الأنفاق مُكلفة للتصنيع، كما أن حجمها الكبير يشكل تحدياً في النقل. ولكن تصبح هذه التكاليف الثابتة أقل أهمية في حالة الأنفاق الطويلة. آلات حفر الأنفاق تكون عادةً دائرية على الرغم من أنها قد تكون على شكل حرف U، أو على شكل حدوة حصان، أو مربعة أو مستطيلة.
تزداد سرعات حفر الأنفاق بمرور الوقت. بلغت ذروة أول آلة حفر أنفاق 4 أمتار في الأسبوع. وزادت هذه السرعة إلى 16 مترًا في الأسبوع بعد أربعة عقود. وبحلول نهاية القرن التاسع عشر، وصلت السرعات إلى أكثر من 30 مترًا في الأسبوع. يمكن لآلات حفر الأنفاق الصخرية في القرن الحادي والعشرين حفر أكثر من 700 متر في الأسبوع، بينما يمكن لآلات حفر الأنفاق في التربة أن تتجاوز 200 متر في الأسبوع. تنخفض السرعة عمومًا مع زيادة حجم النفق.

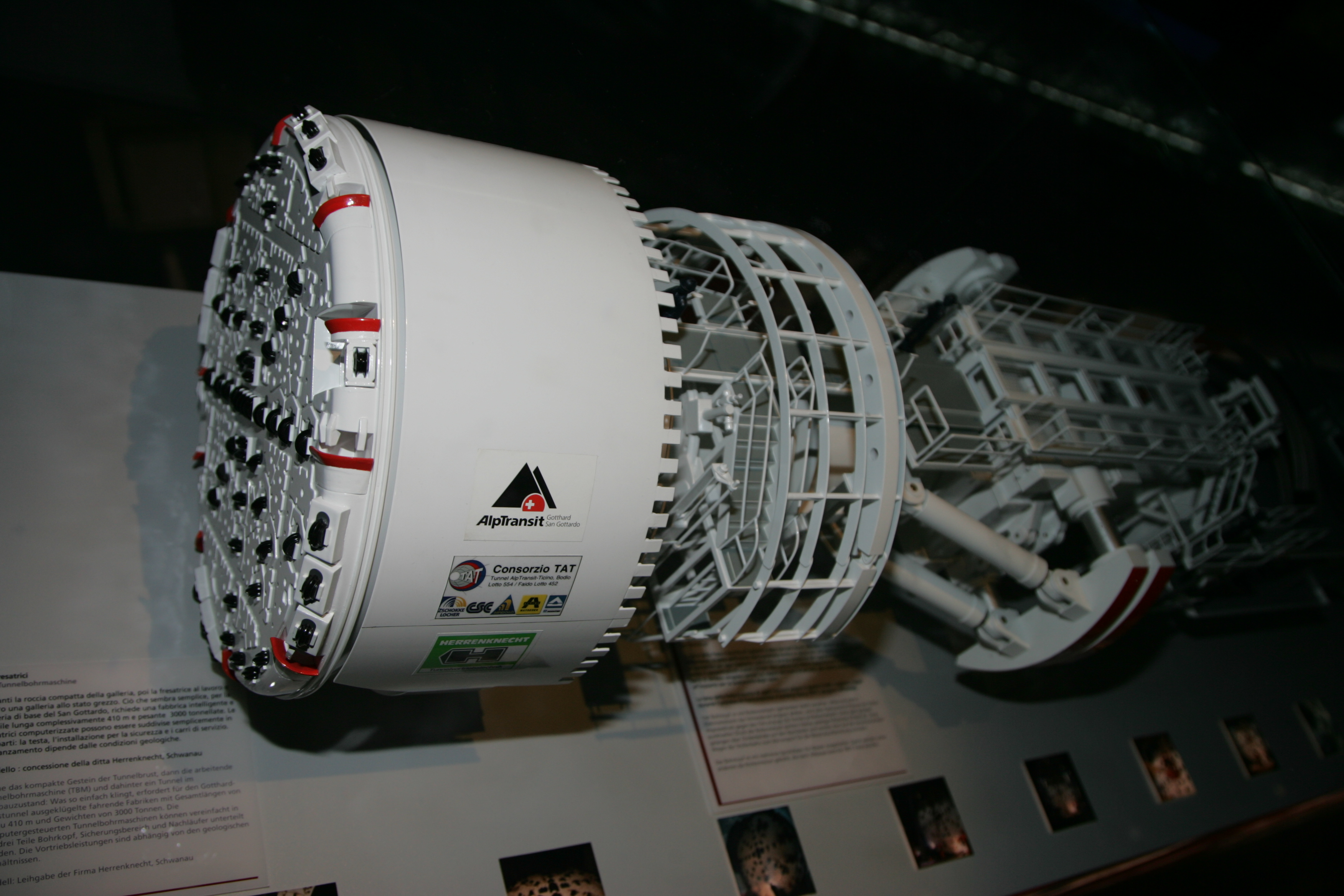
منظر علوي لنموذج آلة حفر الأنفاق المستخدمة في نفق قاعدة غوتارد.

## وصلات خارجية
- 2.M-30 EPB Tunnel Boring Machine - the largest built in the world
- Video on how a Tunnel Boring Machine works